# Очи чёрные (фильм)
«О́чи чёрные» — советско-итальянско-американский художественный фильм 1987 года режиссёра Никиты Михалкова, снятый по мотивам рассказа А. П. Чехова «Дама с собачкой» с использованием отдельных сюжетных мотивов из его рассказов «Именины», «Жена» и «Анна на шее».

## Краткое содержание
Герой фильма итальянец Романо в молодости женился по любви на богатой однокурснице, переехав жить к ней в огромное родовое поместье. За годы супружеской жизни его творческая натура (архитектор по образованию, шутник и изобретатель по характеру) стала чахнуть в отсутствие необходимости ко всякому духовному устремлению, тогда как любовь ослабела, осталась лишь привычка. Поэтому время от времени, когда жизнь дома становится слишком утомительной, Романо едет на курорт, где, отдыхая и принимая оздоровительные процедуры, заводит любовные романы.
Однажды в одну из таких своих «оздоровительных» поездок главный герой знакомится с застенчивой русской женщиной Анной, в которую сразу влюбляется. Анна отвечает ему взаимностью, и между ними вспыхивает любовь. Разрываясь между долгом и чувством, замужняя Анна, не попрощавшись с Романо, уезжает домой, оставив ему лишь прощальное письмо, написанное на незнакомом ему русском языке (при том, что сама Анна свободно владеет итальянским). Романо решает последовать за ней и добиваться руки своей новой возлюбленной.
Проявив артистичность и изобретательность, чтобы получить визу на поездку в Россию (прикинувшись, например, предпринимателем, желающим открыть в России завод по производству небьющегося стекла), Романо получает возможность отправиться за своей возлюбленной. После долгого путешествия из Петербурга он находит Анну в городе Сысоеве (на экране показана Кострома) и узнаёт о том, что она состоит в браке с городским головой. Романо узнаёт, что Анна по-прежнему его любит. Он обещает ей по приезде в Италию немедленно развестись и вернуться к ней в Россию, чтобы жениться. По возвращении домой оказывается, что его жена-аристократка переживает кризис — её семья обанкротилась. Чувство долга, смешанное с ностальгическим воспоминанием о счастливой молодости, удерживает Романо в Италии рядом с женой. Спустя время он забывает об Анне и данных ей обещаниях.
В связи с рамочной структурой сюжета (рассказ в рассказе) зритель знакомится с главным героем спустя восемь лет после этой истории любви, которую постаревший Романо рассказывает случайно встретившемуся русскому путешественнику, понимающему по-итальянски.

## В ролях
- Марчелло Мастроянни — Романо Патрое, архитектор
- Елена Сафонова — Анна Сергеевна
- Иннокентий Смоктуновский — Модест Петрович, городской голова
- Всеволод Ларионов — Павел Алексеев, коммерсант
- Сильвана Мангано — Элиза, жена Романо
- Юрий Богатырёв — Александр, предводитель дворянства
- Лариса Кузнецова — Зинаида, жена Александра
- Дмитрий Золотухин — Константин Степанович, ветеринар в Сысоеве
- Олег Табаков — Пётр Васильевич, министр
- Геннадий Матвеев — полицмейстер
- Марта Келлер — Тина, подруга Элизы
- Паоло Барони — Манлио, муж Тины
- Пина Чеи — Мать Элизы
- Роберто Герлицка — Ди Доменичис, адвокат
- Авангард Леонтьев — чиновник в Петербурге
- Павел Кадочников — чиновник в Петербурге
- Александр Филиппенко — чиновник в Петербурге
- Алексей Кузнецов — господин из свиты предводителя дворянства
- Любовь Руднева — горничная
- Галина Бокашевская — горничная
- Нино Биньямини — Нино, покупатель
- Мария Грация Бон — жена Нино
- Элгуджа Бурдули — Джузеппе, повар на корабле
- Иза Галлинелли — владелица пансиона
- Франческо Де Роза — гость
- Пьерлуиджи Черветти — мастер по художественной гимнастике
- Рендзо Мариньяно — генерал
- Мария Грация Наздари — пострадавшая
- Риккардо Парисио Перротти — Додо, гость на концерте
- Карола Станьяро — профессор славистики
- Макс Турилли — отец в Германии
- Ольга Ващилина — дочь Константина
- Александр Пятков — встречающий в Сысоеве (в титрах не указан)
- Анна Михалкова — девочка в Сысоеве (в титрах не указана)
- Александр Адабашьян — медработник в санатории (в титрах не указан)
- Изабелла Росселлини — эпизод

## Съёмочная группа
- Авторы сценария: Александр Адабашьян, Никита Михалков при участии Сузо Чекки д’Амико
- Режиссёр: Никита Михалков
- Оператор: Франко Ди Джакомо[итал.]
- Художники: Марио Гарбулья, Александр Адабашьян
- Композитор: Франсис Лей

## Награды
- Каннский кинофестиваль: приз за лучшую мужскую роль — Марчелло Мастроянни
- «Давид ди Донателло»: призы за лучшие мужскую и женскую роль Мастроянни и Сафоновой
- Номинация на премию «Золотой глобус» в категории «Лучший фильм на иностранном языке»
- Мастроянни номинирован на «Оскар» за лучшую мужскую роль

## Фильм на Каннском кинофестивале
Считается, что советский кинорежиссёр Элем Климов на почве неприязненных отношений с Никитой Михалковым, помешал ему получить высший приз кинофестиваля в Каннах 1987 года. Климов входил в состав жюри фестиваля. В конкурсной программе участвовали два фильма от СССР — «Очи чёрные» и «Покаяние» режиссёра Тенгиза Абуладзе. Картина Михалкова считалась реальным кандидатом на «Золотую пальмовую ветвь». Как вспоминал сам Н. Михалков:
Картина шла прямиком и на главный приз. Тогда Элем Климов заявил на закрытом заседании фестиваля: либо «Очи чёрные» не получат «Гран-при», либо он уходит из жюри. Об этом первым мне поведал Ив Монтан, бывший в тот год председателем жюри Каннского кинофестиваля…
Как писал кинокритик Денис Горелов, «…Климов сказал, что приз любого достоинства как воздух необходим фильму высокого гражданского звучания „Покаяние“. Что это продвинет перестройку, а победа михалковского кино отбросит её далеко назад. Что в обмен на приз „Покаянию“ он готов поддержать на „Пальму“ что угодно…».
В итоге фильм «Покаяние» получил Гран-при, вторую по значимости награду фестиваля, а «Очи чёрные» ограничились призом за лучшую мужскую роль (Марчелло Мастроянни).

## Музыка к фильму
Первоначально композитором фильма, как и всех других фильмов режиссёра, планировался Эдуард Артемьев, который даже придумал главную музыкальную тему для кинокартины. Однако из-за формальных требований к производству совместного советско-итальянского фильма композитором должен был быть член итальянского союза композиторов. Потому фильм «Очи чёрные» — единственный фильм Михалкова, помимо «Пяти вечеров», музыка к которому написана не Артемьевым. Однако музыкальный материал к фильму не пропал: композитор использовал его спустя 18 лет в телесериале «Доктор Живаго» режиссёра Александра Прошкина.